# Phalacrus obsoletepunctatus
Phalacrus obsoletepunctatus is een keversoort uit de familie glanzende bloemkevers (Phalacridae). De wetenschappelijke naam van de soort werd in 1879 gepubliceerd door Tournier in Lewis.